# Régent du royaume de Belgique
Le titre de régent du royaume de Belgique est octroyé au chef d'État de la Belgique lors de périodes pendant lesquelles le royaume, qui est une monarchie constitutionnelle héréditaire, ne dispose pas officiellement de souverain (appelé « roi des Belges » et issu de la famille royale belge).

## Liste des régents du royaume de Belgique
Il y eut trois régents, dans l'histoire de la Belgique et l'histoire de la monarchie belge :
- Érasme-Louis Surlet de Chokier, du 25 février 1831 au 21 juillet (soit pendant 4 mois et 26 jours), date de la prestation de serment du premier roi des Belges, Léopold Ier, à la suite de la Révolution belge et de la déclaration d'indépendance de la Belgique datant du 4 octobre 1830.
- Charles de Belgique, du 21 septembre 1944 au 20 juillet 1950 (soit pendant 5 ans, 9 mois et 29 jours), lors de la période de la Question royale.
- Baudouin de Belgique, du 11 août 1950 au 17 juillet 1951 (soit pendant 11 mois et 6 jours), lorsqu'il est nommé comme tel par son père, le roi Léopold III, jusqu'à l'abdication de ce dernier le 16 juillet 1951, menant à la prestation de serment de Baudouin en tant que cinquième roi des Belges, dès le lendemain.

## Divers

### Toponymie
Il existe plusieurs rues portant le nom de « Rue de la Régence » en Belgique. Elles ne font toutefois pas toutes référence à la régence d'Érasme-Louis Surlet de Chokier, comme celle de Liège qui fait référence au conseil de la Régence sous le régime du royaume uni des Pays-Bas.
Le boulevard du Régent, tronçon de la petite ceinture de Bruxelles, est, quant à lui, nommé en l'honneur du baron Surlet de Chokier.